# Лидрезен
Лидрезе́н (фр. Lidrezing) — коммуна во французском департаменте Мозель региона Лотарингия. Относится к кантону Дьёз.

## Географическое положение
Лидрезен расположен в 50 км к юго-востоку от Меца. Соседние коммуны: Родальб на севере, Бенестроф на северо-востоке, Маримон-ле-Бенестроф на востоке, Бургальтроф и Геблен на юго-востоке, Вюис и Сотзелен на юго-западе, Контиль и Зарбелен на северо-западе.	

## История
- Бывший домен аббатства Гранфталь, в 1552 году перешёл в сеньорат де Моранж.
- Деревня была уничтожена во время Тридцатилетней войны 1618—1648 годов.

## Демография
По переписи 2008 года в коммуне проживало 92 человека.

## Достопримечательности
- Церковь Сен-Жангульф, построена в 1626 году, переделана в 1735.